# Rie Kimura
Rie Kimura (木村 理恵?, Kimura Rie; Kyoto, 30 luglio 1971) è un'ex calciatrice giapponese, di ruolo difensore.

## Carriera

### Nazionale
Il 16 maggio 1996, Kimura è convocata nella Nazionale maggiore in occasione di una partita contro gli Stati Uniti d'America. Kimura ha disputato anche la Coppa d'Asia 1999 e 2001. In tutto, Kimura ha giocato 21 partite con la Nazionale nipponica.

## Statistiche

### Cronologia presenze e reti in nazionale
| Cronologia completa delle presenze e delle reti in nazionale ― Giappone | Cronologia completa delle presenze e delle reti in nazionale ― Giappone | Cronologia completa delle presenze e delle reti in nazionale ― Giappone | Cronologia completa delle presenze e delle reti in nazionale ― Giappone | Cronologia completa delle presenze e delle reti in nazionale ― Giappone | Cronologia completa delle presenze e delle reti in nazionale ― Giappone | Cronologia completa delle presenze e delle reti in nazionale ― Giappone | Cronologia completa delle presenze e delle reti in nazionale ― Giappone |
| Data                                                                    | Città                                                                   | In casa                                                                 | Risultato                                                               | Ospiti                                                                  | Competizione                                                            | Reti                                                                    | Note                                                                    |
| ----------------------------------------------------------------------- | ----------------------------------------------------------------------- | ----------------------------------------------------------------------- | ----------------------------------------------------------------------- | ----------------------------------------------------------------------- | ----------------------------------------------------------------------- | ----------------------------------------------------------------------- | ----------------------------------------------------------------------- |
| 16-5-1996                                                               | Stati Uniti d'America                                                   | Stati Uniti                                                             | 4 – 0                                                                   | Giappone                                                                | US Open Cup                                                             | -                                                                       |                                                                         |
| 18-5-1996                                                               | Washington                                                              | Giappone                                                                | 0 – 0 dts (4 - 3 dtr)                                                   | Canada                                                                  | US Open Cup                                                             | -                                                                       |                                                                         |
| 8-11-1999                                                               | Iloilo                                                                  | Giappone                                                                | 9 – 0                                                                   | Thailandia                                                              | Coppa d'Asia 1999                                                       | -                                                                       |                                                                         |
| 10-11-1999                                                              | Iloilo                                                                  | Giappone                                                                | 5 – 1                                                                   | Uzbekistan                                                              | Coppa d'Asia 1999                                                       | -                                                                       |                                                                         |
| 12-11-1999                                                              | Barotac Nuevo                                                           | Giappone                                                                | 14 – 0                                                                  | Nepal                                                                   | Coppa d'Asia 1999                                                       | -                                                                       |                                                                         |
| 14-11-1999                                                              | Iloilo                                                                  | Filippine                                                               | 0 – 6                                                                   | Giappone                                                                | Coppa d'Asia 1999                                                       | -                                                                       |                                                                         |
| 19-11-1999                                                              | Bacolod                                                                 | Giappone                                                                | 0 – 2                                                                   | Taipei cinese                                                           | Coppa d'Asia 1999                                                       | -                                                                       |                                                                         |
| 21-11-1999                                                              | Bacolod                                                                 | Giappone                                                                | 2 – 3                                                                   | Corea del Nord                                                          | Coppa d'Asia 1999                                                       | -                                                                       |                                                                         |
| 31-5-2000                                                               | Canberra                                                                | Australia                                                               | 1 – 0                                                                   | Giappone                                                                | Pan-Pacific Cup                                                         | -                                                                       |                                                                         |
| 2-6-2000                                                                | Sydney                                                                  | Giappone                                                                | 2 – 1                                                                   | Nuova Zelanda                                                           | Pan-Pacific Cup                                                         | -                                                                       |                                                                         |
| 4-6-2000                                                                | Canberra                                                                | Giappone                                                                | 0 – 2                                                                   | Cina                                                                    | Pan-Pacific Cup                                                         | -                                                                       |                                                                         |
| 8-6-2000                                                                | Newcastle                                                               | Giappone                                                                | 1 – 4                                                                   | Stati Uniti                                                             | Pan-Pacific Cup                                                         | -                                                                       |                                                                         |
| 10-6-2000                                                               | Newcastle                                                               | Giappone                                                                | 1 – 5                                                                   | Canada                                                                  | Pan-Pacific Cup                                                         | -                                                                       |                                                                         |
| 17-12-2000                                                              | Phoenix                                                                 | Stati Uniti                                                             | 1 – 1                                                                   | Giappone                                                                | Amichevole                                                              | -                                                                       |                                                                         |
| 16-3-2001                                                               | Taipei                                                                  | Taipei cinese                                                           | 0 – 2                                                                   | Giappone                                                                | Amichevole                                                              | -                                                                       |                                                                         |
| 3-8-2001                                                                | Ulsan                                                                   | Corea del Sud                                                           | 1 – 1                                                                   | Giappone                                                                | Tournament of 4 Nations                                                 | -                                                                       |                                                                         |
| 5-8-2001                                                                | Gangneung                                                               | Giappone                                                                | 2 – 2                                                                   | Cina                                                                    | Tournament of 4 Nations                                                 | -                                                                       |                                                                         |
| 8-12-2001                                                               | Taipei                                                                  | Giappone                                                                | 11 – 0                                                                  | Guam                                                                    | Coppa d'Asia 2001                                                       | -                                                                       |                                                                         |
| 10-12-2001                                                              | Taipei                                                                  | Giappone                                                                | 0 – 1                                                                   | Corea del Nord                                                          | Coppa d'Asia 2001                                                       | -                                                                       |                                                                         |
| 14-12-2001                                                              | Taipei                                                                  | Giappone                                                                | 2 – 1                                                                   | Corea del Sud                                                           | Coppa d'Asia 2001                                                       | -                                                                       |                                                                         |
| 16-12-2001                                                              | Taipei                                                                  | Giappone                                                                | 0 – 2                                                                   | Corea del Nord                                                          | Coppa d'Asia 2001                                                       | -                                                                       |                                                                         |
| Totale                                                                  |                                                                         | Presenze                                                                | 21                                                                      |                                                                         | Reti                                                                    | 0                                                                       |                                                                         |